# 天皇紀
天皇紀（てんのうき）とは、日本における歴史書の叙述形式のひとつ。編年体の史書において在位天皇順に事績・事象を叙述してゆく形式である。
いわゆる天皇本紀、帝紀。紀伝体の本紀にあたる。
特定の史書を指す固有名詞である『天皇記』、『天皇本紀』、『帝紀』とは異なる。

## 天皇紀の形式で叙述された歴史書
- 『日本書紀』
- 『百錬抄』